# 杨简 (医学家)
杨简（1911年8月8日—1981年5月10日），男，广东梅县人，中国医学家，中国实验肿瘤学的创始人之一。

## 生平
1934年取得中山大学医学院学士学位。1956年加入九三学社。担任中国医学科学院实验医学研究所教授。1980年当选为中国科学院学部委员（院士）。